# Honorio de Autun
Honorio de Autun, Honorius Augustodunensis, Honorio de Augsburgo u Honorio de Regensburg (1080-c. 1153) fue un sacerdote, geógrafo, teólogo, filósofo, bibliógrafo y cosmólogo alemán de la Edad Media. Es autor de la Summa gloria de Apostolico et Augusto, realizada hacia el año 1123, en la que se sostiene por primera vez y de modo definido que la autoridad temporal deriva de la espiritual, en el contexto histórico de la disputa entre el emperador Enrique V y el papa Calixto II.

## Biografía
Es escaso lo que se sabe sobre él; parece que en su juventud fue discípulo de San Anselmo de Canterbury; escribe que es presbítero y maestro en la escuela de Autun, en Borgoña, aunque ciertos rasgos de su lenguaje hacen pensar que era alemán. Los anales de Pöhlde, que se extienden hasta 1139, le ensalzan como un monje entendido, lleno de sabiduría espiritual. Los franceses le reclaman para Francia, más específicamente para Autun, ya que él se califica a sí mismo como Augustudonensis, que puede significar, sin embargo, Augsburgo. De hecho, son los monasterios austriacos y bávaros los que contienen la mayoría de sus obras. Solamente Munich posee más de cien códices y Graz treinta. Más aún, Honorio describe a Alemania más plenamente que a cualquier otro país en su Imago mundi y menciona en esa descripción geográfica sólo una ciudad: Ratisbona. De manera que esa ciudad pudo ser su campo de actividad, ya que Cuno, el amigo de Ruperto de Deutz, con quien Honorio estuvo estrechamente relacionado, fue obispo allí. En cuanto al tiempo de su actividad, ya que Honorio en su Imago mundi cierra la lista de gobernantes con Lotario y dado que la fuente más antigua de información dice que "floreció bajo Enrique V", se puede asumir que el año 1135 fue el periodo culminante de su actividad.
Estuvo en Inglaterra y se retiró luego a la benedictina abadía de Saint-Jacques, próxima a Ratisbona (sur de Alemania), cuya iglesia de Santiago posee esculturas que representan las alegoría de su Comentario al Cantar de los Cantares. Fue allí sobre todo donde escribió y compiló unas 22 obras sobre temas diversos que gozaron de una gran fama y divulgación en el medievo. 
La escasez de datos biográficos está balanceada por la masa de sus escritos, que están casi todos preservados. De ahí se puede inferir que Honorio era un platonista, un místico y un realista, al mismo tiempo que un enérgico defensor de los derechos del papado contra el poder secular. Concuerda en sus doctrinas esencialmente con Ruperto de Deutz y con éste y Gerhohus Reicherspergensis pertenece a ese grupo de realistas alemanes que se opuso a los nominalistas de Francia, hombres como Abelardo, Gilberto de Poitiers, Roscelino, Pedro Lombardo y otros, en el siglo XII, especialmente en cuestiones cristológicas.

## Obras y escritos principales
Las obras de Honorio de Autun se encuentran en el tomo 172 de la Patrología latina de Jacques-Paul Migne (Patrologiae cursus completus. Series latina. París: 1882). Son, entre otras, las siguientes:

### Obras más importantes
- Imago mundi, de dispositione orbis, contiene información sobre geografía, climatología y cronología, trazando la historia del mundo desde Adán al emperador Federico I.
- De animae exilio et patria sive de artibus, muestra que la ignorancia es el exilio del hombre, que por pasos graduales, tales como gramática, retórica, dialéctica. etc., accede a la sabiduría.
- De luminaribus ecclesiæ, da una lista de escritores eclesiásticos, comenzando con el apóstol Pedro y terminando con Ruperto de Deutz, a lo que adiciona una lista de veintiuna de sus propias obras. Utiliza entre sus fuentes a Jerónimo, Genadio, Isidoro, Beda y varias enciclopedias.

Más numerosas son las obras de Honorio sobre teología práctica, homilética, liturgia, disciplina y sobre la posición canónica de la Iglesia contra el imperio mundano. Tenía una alta opinión de los conventos, como lugar de refugio y protección para los hijos de Dios. En muchas de las obras se encuentra la influencia de Cluny:
- Scala caeli maior, de gradibus visionum, seu de ordine cognoscendi Deum ex creaturis, una conversación entre maestro y discípulo en veintitrés capítulos, muestra el ordo graduum de la visión espiritual.
- Scala caeli minor, seu de gradibus caritatis, muestra en seis capítulos los pasos de la caridad creciente.
- Offendiculum está dirigida contra los presbíteros casados y simoníacos.
- Speculum Ecclesiae es una colección de sermones en versos rimados sobre una convención de hermanos sobre los días de los santos y apóstoles, principales fiestas del año, en los que suele recurrir para ejemplificar las virtudes a exempla de aninales o bestiarios).
- Sacramentarium, habla en cien capítulos sobre el sentido místico de los ritos eclesiásticos.
- Summa duodecim quæstionum, discute la cuestión del rango entre ángel y hombre.
- Elucidarium, desarrolla su doctrina de la Trinidad. Ataca el nominalismo, que ignora la unidad esencial de Dios, haciéndola un mero pensamiento aunque considera las hipóstasis como reales. De esa manera, dice, las hipóstasis se separan como realidades y tenemos tres Dioses.

Honorio, al contrario, mantuvo que todo el mundo creado está en la mente de Dios y emana de él. 
- Quæstiones octo de angelo et homine, discute la cuestión de si el hombre habría sido creado si los ángeles no hubieran caído. Responde afirmativamente, ya que el hombre al ser el orden décimo forma el complemento necesario al noveno orden angélico. Cristo habría nacido incluso si Adán no hubiera pecado, porque la causa de la encarnación de Cristo fue la predestinación de la divinización humana. De mayor importancia es la posición cristológica de Honorio. Como en la doctrina de la Trinidad, aquí también muestra su realismo. Las dos naturalezas no están solo unidas en la persona de Cristo, sino la una con la otra y penetran la una en la otra con total comunicación también de los atributos, por lo tanto de la naturaleza divina a la humana. Si hablamos de la persona de Cristo, las naturalezas están incluidas. El nombre 'Hijo de Dios' pertenece por tanto a la sustancia de las naturalezas, al menos tras la resurrección y ascensión. A causa de esos sucesos, la naturaleza humana, la carne de Cristo, ha sido recibida por el Logos en la unidad de su sustancia y no está en ninguna manera circunscrita, de forma que las dos naturalezas de Cristo están en todo lugar.

Honorio tomó parte en los debates alrededor de la querella de las investiduras, disputa que enfrentó al imperio con el papado. El Concordato de Worms, ratificado en el I Concilio de Letrán, supuso el final de la cuestión, pero Honorio dejó asentada su posición en el conflicto a través de:
- Summa gloria de Apostolico et Augusto, realizada hacia el año 1123, es el primer escrito en el que se sostiene de modo definido que la autoridad temporal deriva de la espiritual y hace referencia a las disputas entre el imperio y el papado:[1] como el sol es superior a la luna y el espíritu al alma, así el sacerdocio es superior al imperio. Su prueba principal deriva de una interpretación de la historia hebrea de que no existió poder regio hasta la coronación de Saúl y que éste fue ungido por Samuel, que era sacerdote, ya que los judíos habían estado gobernado por sacerdotes desde la época de Moisés. De modo semejante, sostenía que Cristo había instituido el poder sacerdotal en la Iglesia y que no había existido rey cristiano hasta la conversión de Constantino. Por consiguiente, fue la iglesia la que instituyó la monarquía cristiana para protegerla de sus enemigos. Junto con esta teoría, tergiversó los términos conocidos de la Donatio Constantini e interpretó a la misma como abandono de todo poder político en manos del Papa. Según Honorio, los emperadores, desde Constantino en adelante, tenían su autoridad imperial por concesión pontificia. Paralelamente a esta afirmación, sostuvo que los emperadores debían ser elegidos por los papas, con el consentimiento de los príncipes. No obstante su encuadramiento en el agustinismo político más extremo, también sostuvo que en materia estrictamente secular los reyes debían ser obedecidos por los sacerdotes.

### Otras obras
- Neocosmos de primis sex dierum
- De libero arbitrio, sobre la predestinación
- Inevitabile I
- Inevitabile II
- De cognitione vitae
- De philosophia mundi
- Eucharistion, sobre el sacramento de la Eucaristía
- De incontinentiâ clericorum seu offendiculum
- De vita vere apostolica
- Sigillum sanctae Maria: lecciones sobre cómo celebrar la Asunción de María
- Gemma animae, visión alegórica de la liturgia y sus prácticas
- Commentarium in Canticum Canticorum, comentario sobre el Cantar de los Cantares, que considera como perteneciente a Cristo
- Commentarium in Psalmos, comentarios a los Salmos, muy extensos.
- Commentarium in Ecclesiaste, comentarios al Eclesiastés, libro filosófico de la Biblia
- Commentarium in Timaeum, comentarios al Timeo de Platón
- Physicae Clavis, un centón de extractos de Juan Escoto Eriúgena (también editado por P. Lucentini, Roma, 1974)
- De haeresibus, sobre herejías.
- Summa totius historiae
- Series romanorum pontificum, lista de Papas
- De vita vera apostolica, éd. M.-O. Garrigues, Le Moyen Âge, n° 79, 1973, p. 421-447
- De anima et de Deo (De las ánimas y de Dios) ed. M.-O. Garrigue, en Recherches augustiniennes, XI-XII (1976-1977), p. 237-278. Catálogo de escritores eclesiásticos
  - De esu volatilium (Sobre el consumo de aves de corral en el monasterio) ed. M.-O. Garrigues, Studia monastica, n° 28 (1986): 75-130.

## Literatura
- Franz Stanonik. Honorius Augustodunensis. En: Allgemeine Deutsche Biographie (ADB) vol. 13, Duncker & Humblot, Leipzig 1881, pp. 74–78

- Friedrich Wilhelm Bautz. Honorius Augustodunensis. En: Biographisch-Bibliographisches Kirchenlexikon (BBKL) vol. 2, Bautz, Hamm 1990, ISBN 3-88309-032-8, pp. 1024–1026

- Art. en: Theologische Realenzyklopädie, 4. A. vol. 15, 571ff

- Stephen Gersh. Honorius Augustodunensis and Eriugena, remarks on the method and content of the Clavis physicae of Honorius Augustodunensis, in: Werner Beierwaltes (ed.) Eriugena redivivus: zur Wirkungsgeschichte seines Denkens im Mittelalter und im Übergang zur Neuzeit, Vorträge des V. Internationalen Eriugena-Colloquiums, Werner-Reimers-Stiftung, Bad Homburg, 26.–30. Agosto de 1985, Abhandl. Heidelberger Akad Wiss, philosoph.-hist. Kl., Jhrg. 1987, Bericht 1 (Heidelberg, 1987), 162–73; auch in: S. Gersh: Reading Plato, tracing Plato, Aldershot/Burlington: Ashgate 2005, XV